# Jean-Pierre Bellet
Jean-Pierre Bellet, né le 5 juin 1932 à Paris, est un rameur d'aviron français.

## Palmarès

### Championnats du monde
- 1962 à Lucerne
  -  Médaille de bronze en huit[2]

### Championnats d'Europe
- 1961 à Prague
  -  Médaille de bronze en huit